# Dominikański Ośrodek Liturgiczny
Dominikański Ośrodek Liturgiczny – katolicki ośrodek prowadzony przez Polską Prowincję Zakonu Kaznodziejskiego (dominikanie) zajmujący się rzymskokatolicką, łacińską, posoborową liturgią mszy świętej. Siedzibą Ośrodka jest Konwent Świętej Trójcy przy ulicy Stolarskiej 6/30 w Krakowie. Ośrodek skupia duchownych i osoby świeckie zainteresowanych badaniem i dbaniem o należytą celebrację liturgii katolickiej. Prowadzona jest także działalność wydawnicza płyt CD i książek poświęconej tej tematyce. 
Od 15 kwietnia 2010 r. działa jako Fundacja Dominikański Ośrodek Liturgiczny.
26 listopada 2013 r. otrzymał status organizacji pożytku publicznego (OPP).
Prezesi Fundacji Dominikański Ośrodek Liturgiczny:
- Tomasz Grabowski OP (2010-2016)
- Dominik Jurczak OP (2016-2019)
- Łukasz Miśko OP (2019- )

Aktualne główne projekty i inicjatywy prowadzone przez Dominikański Ośrodek Liturgiczny:
- Serwis internetowy www.liturgia.pl

- Warsztaty Muzyki Niezwykłej
- Rekolekcje Liturgiczne Mysterium Fascinans
- Rekolekcje Liturgiczne dla Rodzin
- Szkoła Kantorów
- Katechumenat dorosłych
- Liturgiczne Camino